# 3DDX
《3DDX》는 2000년 5월에 NGG 엔터테인먼트가 개발한 댄스 게임이다.
댄스 스테이션 3DDX라고도 부르고 2번째 버전은 D-Tech이다.

## 개요
3DDX는 이지투댄서처럼 발과 손(대각선 발판, 상하좌우 센서)을 모두 사용하는데 댄스매니악스와는 달리 기체 상단부에만 설치되어 있어서 플레이어는 방해물 없이 보다 자유롭게 움직일 수 있었다. 곡을 선택 할 때는 센서로 선택한다.

## 성적
게임 중에 음악이 끝나면 펌프 잇 업과 비슷한 성적 화면이 나온다. 'Perfect', 'Great', 'Good', 'Bad', 'Miss', 이렇게 5가지가 나타나는데 랭크는 다른 게임과는 달리 알파벳이 아니라, 영어로 된 칭찬으로 나온다.(예:Good Job! 등)

## 수록곡
3DDX의 곡은 대부분 1990년대 말부터 2000년대 초까지의 가요가 수록되었지만, 이 외에도 적은 국제 노래가 있다.
- 타샤니 - 경고
- 룰라 - 날개 잃은 천사
- 와이낫 - 단심가
- 와이낫 - Time
- 보아 - ID; Peace B
- O-24 - 몰라몰라
- 젝스키스 - 무모한 사랑
- 베이비복스 - 배신
- 클론 - 빙빙빙
- 클론 - 초련
- 박지윤 - 성인식
- 박지윤 - Steal Away
- SHELL - 작은 사랑 (주유소 습격 사건 OST)
- S#ARP - 잘됐어!
- 쿨 - 해석남녀
- 1TYM - 1TYM
- 피카부 - Bang Bang Baby (국제 노래)
- H.O.T. - Candy
- 스페이스 A - Cool Love
- Everybody On The Groove... (오리지널 곡)
- 나라 - First Revolution
- god - Friday Night
- Kyria - Genie In a Bottle
- 듀크 - Good Night
- 샤크라 - Hey U
- 박진영 - Honey
- 풀스 가든 - Lemon Tree (국제 노래)
- 로우 베가 - Mambo No. 5 (국제 노래)
- DJ DOC - Run To You
- 더 알치스 - Sugar Sugar (국제 노래)
- 발티모라 - Tarzan Boy (국제 노래)
- 블론디 - Maria (국제 노래)

또한 곡중에 경고의 타샤니와 룰라의 날개 잃은 천사, 박지윤의 성인식, 쿨의 해석남녀와 로우 베가의 Mambo No. 5, 그리고 DJ DOC의 Run To You는 펌프 잇 업에도 수록되었다.